# Steinstraße 2 (Plau am See)

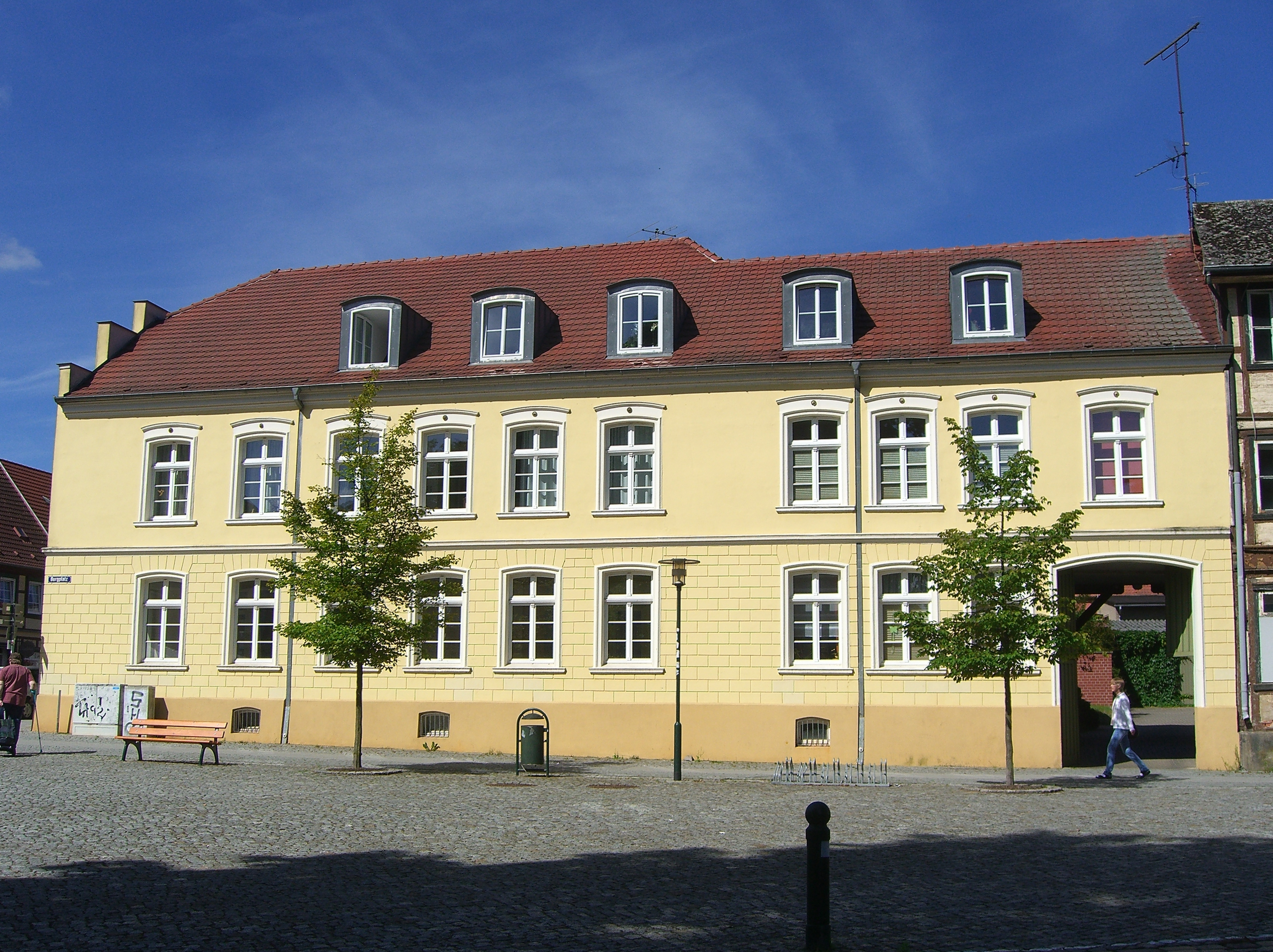
Ansicht Burgplatz

Das Wohnhaus Steinstraße 2 in Plau am See (Mecklenburg-Vorpommern), Ecke Burgplatz, wurde vermutlich im 19./20. Jahrhundert gebaut.
Das Gebäude steht unter Denkmalschutz.

## Geschichte
Plau am See ist im 13. Jahrhundert entstanden und wurde 1235 erstmals als Stadt erwähnt. Beim Stadtbrand von 1756 brannten viele Fachwerkhäuser ab.
Das zweigeschossige verputzte sanierte Gebäude mit einem Krüppelwalmdach, dem Treppengiebel zur Steinstraße und einer seitlichen Tordurchfahrt am Burgplatz bildet gestalterisch eine Einheit zweier Häuser. In dem sanierten Haus befinden sich eine Kanzlei und Wohnungen.